# Musical jukebox
Un musical jukebox (de l'anglès jukebox musical) és un espectacle teatral o una pel·lícula musical que fa servir cançons famoses com a banda sonora. Habitualment les cançons tenen alguna connexió amb un músic o un grup. Les cançons estan inserides en un argument dramàtic, sovint es tracta de la història de l'artista de qui s'interpreta la música.
Tot i que els musicals jukebox ja eren populars, la seva gran popularitat actual es deu a l'èxit de Mamma Mia!, construït al voltant de la música d'ABBA.
La recepció dels musicals jukebox està dividida, sent la crítica més habitual sobre quantes cançons es poden ficar al musical. Alguns d'ells, com Lennon o Good Vibrations, han estan fracassos de crítica i públic; mentre que d'altres, com Jersey Boys o All Shook Up, han rebut l'aplaudiment de crítica i públic.
El terme "jukebox musical" va sorgir durant la dècada de 1940, en referència a les pel·lícules consistents principalment en cançons d'èxit, com podien ser Jam Session (1944), Rock Around the Clock (1956), Juke Box Rhythm (1959), o A Hard Day's Night (1964).

## Llista de musicalsjukebox

### 1970
| Any  | Títol                              | Basat en la música de              |
| ---- | ---------------------------------- | ---------------------------------- |
| 1975 | The Night That Made America Famous | Harry Chapin                       |
| 1977 | Elvis                              | Elvis Presley                      |
| 1978 | Ain't Misbehavin'                  | the Harlem Renaissance/Fats Waller |

### 1980
| Any  | Títol                          | Basat en la música de                                           |
| ---- | ------------------------------ | --------------------------------------------------------------- |
| 1983 | Singin' in the Rain            | Arthur Freed, alhora basat en la pel·lícula Singin' in the Rain |
| 1984 | Leader of the Pack             | Ellie Greenwich, Jeff Barry i Phil Spector                      |
| 1989 | Buddy – The Buddy Holly Story  | Buddy Holly, incloent diversos "standards" dels inicis del rock |
| 1989 | Return to the Forbidden Planet | diversos artistes                                               |

### 1990
| Any  | Títol                     | Basat en la música de           |
| ---- | ------------------------- | ------------------------------- |
| 1990 | Forever Plaid             | grups d'harmonia vocal dels 50s |
| 1995 | Smokey Joe's Cafe         | Leiber and Stoller              |
| 1997 | Boogie Nights             | Els 70s                         |
| 1999 | Disco Inferno             | Disco dels 70s                  |
| 1999 | Mamma Mia!                | ABBA                            |
| 1999 | The Marvelous Wonderettes | els 50s i els 60s               |

### 2000
| Any  | Títol                                       | Basat en la música de                                                    |
| ---- | ------------------------------------------- | ------------------------------------------------------------------------ |
| 2001 | Love, Janis                                 | Janis Joplin                                                             |
| 2001 | Shout! The Legend of the Wild One           | Johnny O'Keefe                                                           |
| 2002 | We Will Rock You                            | Queen                                                                    |
| 2002 | Our House                                   | Madness                                                                  |
| 2002 | Movin' Out                                  | Billy Joel                                                               |
| 2003 | The Boy from Oz                             | Peter Allen                                                              |
| 2003 | Tonight's The Night                         | Rod Stewart                                                              |
| 2003 | Winter Wonderettes                          | holiday music, 1960s                                                     |
| 2004 | On the Record                               | the Walt Disney Company                                                  |
| 2004 | Saturday Night Fever                        | Bee Gees                                                                 |
| 2005 | Back to the 80's!                           | diversos artistes pop dels 80s pop                                       |
| 2005 | Lennon                                      | John Lennon                                                              |
| 2005 | Good Vibrations                             | The Beach Boys                                                           |
| 2005 | All Shook Up                                | Elvis Presley                                                            |
| 2005 | Honky Tonk Laundry                          | música country de diverses estrelles femenines del gènere                |
| 2005 | Jersey Boys                                 | Frankie Valli i Four Seasons                                             |
| 2005 | Hoy no me puedo levantar                    | Mecano                                                                   |
| 2005 | Bésame mucho                                | Boleros Mexicans i cubans                                                |
| 2006 | Hot Feet                                    | Earth, Wind & Fire                                                       |
| 2006 | Priscilla Queen of the Desert – the Musical | Diversos artistes, basat en la pel·lícula Priscilla, Queen of the Desert |
| 2006 | Daddy Cool                                  | Boney M                                                                  |
| 2006 | Ring of Fire                                | Johnny Cash                                                              |
| 2006 | Rock of Ages                                | metal glam dels 80s                                                      |
| 2006 | Thriller - Live                             | Michael Jackson                                                          |
| 2006 | The Times They Are A-Changin'               | Bob Dylan                                                                |
| 2006 | The Onion Cellar                            | The Dresden Dolls                                                        |
| 2006 | Why Do Fools Fall In Love?                  | exits de la dècada dels 60s                                              |
| 2007 | Desperately Seeking Susan                   | Blondie                                                                  |
| 2007 | Never Forget                                | Take That                                                                |
| 2007 | Xanadu                                      | Electric Light Orchestra i Olivia Newton-John                            |
| 2007 | Sunshine on Leith                           | The Proclaimers                                                          |
| 2007 | The Slide                                   | The Beautiful South                                                      |
| 2008 | All the Fun of the Fair                     | David Essex                                                              |
| 2009 | Dreamboats and Petticoats                   | basat en l'àlbum dels 60s                                                |
| 2009 | Mentiras el musical                         | cançons mexicanes de la dècada dels 80s                                  |
| 2009 | Fela!                                       | Fela Kuti                                                                |
| 2009 | Life Could Be a Dream                       | música doo-wop dels 60s                                                  |

### 2010
| Any  | Títol                  | Basat en la música de                                            |
| ---- | ---------------------- | ---------------------------------------------------------------- |
| 2010 | Perfect Harmony        | Artistes diversos (de The Jackson 5 a Pat Benatar)               |
| 2010 | Everyday Rapture       | Artistes diversos (de Judy Garland i The Supremes, a Mr. Rogers) |
| 2010 | Come Fly Away          | Frank Sinatra                                                    |
| 2010 | Million Dollar Quartet | Elvis Presley, Jerry Lee Lewis, Carl Perkins i Johnny Cash       |
| 2011 | Waiting for a Train    | Jimmie Rodgers                                                   |
| 2011 | Baby It's You!         | The Shirelles                                                    |
| 2011 | Life in a Nutshell     | Barenaked Ladies                                                 |
| 2011 | Cop de rock            | rock català                                                      |
| 2011 | Si nos dejan           | cançons mexicanes de les dècades de 1930s-1950s                  |
| 2012 | I Dreamed a Dream      | diversos artistes, basat en la vida de Susan Boyle               |
| 2012 | Viva Forever!          | Spice Girls                                                      |
| 2012 | Disaster!              | Diversos artistes disco dels 70                                  |

## Llista de pel·lículesjukebox
- Meet Me in St. Louis (1945)
- Till the Clouds Roll By (1946)
- One Sunday Afternoon (1948)
- Singin' in the Rain (1952)
- Love Me or Leave Me (1955)
- A Hard Day's Night (1964)
- Help! (1965)
- Yellow Submarine (1968)
- At Long Last Love (1975)
- Sgt. Pepper's Lonely Hearts Club Band (1978)
- All That Jazz (1979)
- Can't Stop the Music (1980)
- The Blues Brothers (1980)
- American Pop (1981)
- Everyone Says I Love You (1996)
- Spice World (1997)
- Blues Brothers 2000 (1998)
- Love's Labour's Lost (2000)
- Moulin Rouge! (2001)
- Interstella 5555: The 5tory of the 5ecret 5tar 5ystem (2003), basada en l'àlbum Discovery de Daft Punk
- 20 centímetres (2005), diversos artistes
- Happy Feet (2006)
- Idlewild (2006)
- Romance & Cigarettes (2006)
- Across the Universe (2007), basada en cançons de The Beatles
- Stilyagi (2008)
- Mamma Mia! (2008), basada en el musical Mamma Mia!, que es basa en les cançons d'ABBA
- Happy Feet Two (2011)
- Rock of Ages (2012)
- Lovestruck: The Musical (2013)